# Basil Hume
Basil Hume OSB (2. března 1923, Newcastle upon Tyne, Spojené království – 17. června 1999, Londýn) byl anglický mnich, člen Anglické benediktinské kongregace (English Benedictine Congregation). Po 13 let byl jejím opatem, až do roku 1976, kdy se stal arcibiskupem z Westminsteru, tedy nejvýše postaveným duchovním římskokatolické církve v Anglii a Walesu. V květnu téhož roku byl jmenován kardinálem.

## Životopis
Narodil se jako George Haliburton Hume. Jeho otec, Sir William Errington Hume, byl protestant, zatímco jeho matka Marie Elizabeth byla katolička. Vyrůstal se třemi sestrami a bratrem.
V 18 letech, v roce 1941, vstoupil do noviciátu v benediktinském opatství Ampleforth. Teologii studoval na Freiburské univerzitě ve Švýcarsku. Na kněze byl vysvěcen 23. července 1950.
Dne 9. února 1976 jej papež Pavel VI. jmenoval arcibiskupem Westminsteru. V květnu téhož roku se stal kardinálem. Byl řádovým prelátem a nositelem duchovního velkokříže Vojenského a špitálního řádu sv. Lazara Jeruzalémského.
Zemřel na rakovinu ve věku 76 let, byl pochován ve Westminsterské katedrále.

## Ocenění
Basil Hume byl držitelem britského řádu Za zásluhy (Order of Merit).